# Welenci
Welenci (bułg. Веленци) – przysiółek wsi Bangejci, w środkowej Bułgarii, w obwodzie Gabrowo, w gminie Trjawna. Według danych Narodowego Instytutu Statystycznego, 31 grudnia 2011 roku wieś liczyła 5 mieszkańców.